# Шустар, Предраг
Предраг Шустар (хорв. Predrag Šustar; род. 11 марта 1970, Риека) — хорватский ученый, преподаватель, политик. Министр науки, образования и спорта Хорватии в правоцентристском правительстве Тихомира Орешковича.

## Биография
Начальное образование получил в 1976—1984 в Кострене и Риеке. Среднее гимназическое образование получил в родном Риеке, после чего проходил срочную военную службу в Сараево. С 1989 по 1994 год учился на естественно-математическом факультете Загребского университета, где 27 апреля 1994 окончил биологическое отделение инженерного профиля по специальности «молекулярная биология» и получил право на профессиональное определение «дипломированный инженер биологических наук».
В 1994—1999 годах учился в Пизанском университете, а с августа 1995 года и в Падуанском университете, на кафедре философии которого 2 декабря 1999 получил диплом с максимальным количеством баллов (110/110) и был награжден всеми членами экзаменационной комиссии дополнительной похвалой («110 e la lode»).
Завоевав стипендию по программе Фулбрайта, которая предоставляется для пребывания в США с учебной целью тем, кто готовится к защите докторской диссертации и кто уже ее защитил, прошел часть своей докторантуры в Колумбийском университете.
Получив докторскую степень в 2003 году, постоянно работает на философском факультете Риецкого университета, где с 2009 по 2015 был деканом. Руководитель проекта «Дворец Мойзе» в городе Црес, где в сотрудничестве между городом Црес, Министерством культуры и Европейской комиссией участвует и Риецкий университет.
Обладатель ежегодной премии Приморско-Горанской жупании в 2012 году, которую получил вместе с четырьмя коллегами за разработку учебных программ и создание кафедры италистики на философском факультете Риецкого университета.
Свою политическую деятельность начал в рядах лейбористской партии, которая выдвинула его кандидатом на местных выборах на пост мэра Риеки в 2013 году. После проигрыша на этих выборах перешел в конце 2013 в Хорватское демократическое содружество. С 22 января по 19 октября 2016 года возглавлял Министерство науки, образования и спорта Хорватии. Определяет себя как «католика, традиционалиста и демохристианина».
Женат.